# Thomonde
Thomonde (em crioulo, Tomonn), é uma comuna do Haiti, situada no departamento do Centro e no arrondissement de Hinche. De acordo com o censo de 2003, sua população total é de 32.993 habitantes.